# Championnats du monde de duathlon 2006
Navigation
Édition précédente Édition suivante
Les Championnats du monde de duathlon 2006 présentent les résultats des championnats mondiaux de duathlon en 2006 organisés par la fédération internationale de triathlon.
Les 17e championnats se sont déroulés à Corner Brook au Canada les 29 et 30 juillet 2006.

## Résultats

### Élite
Distances parcourues
| Distances course (kilomètres) | Distances course (kilomètres) | Distances course (kilomètres) |
| Course à pied                 | Cyclisme                      | Course à pied                 |
| ----------------------------- | ----------------------------- | ----------------------------- |
| 10                            | 40                            | 5                             |

| Rang               | Athlète           | Pays      | Temps           |
| ------------------ | ----------------- | --------- | --------------- |
| Médaille d'or      | Leon Griffin      | Australie | 1 h 50 min 44 s |
| Médaille d'argent  | Jurgen Dereere    | Belgique  | 1 h 50 min 54 s |
| Médaille de bronze | Rob Woestenborghs | Belgique  | 1 h 51 min 05 s |

| Rang               | Athlète           | Pays        | Temps           |
| ------------------ | ----------------- | ----------- | --------------- |
| Médaille d'or      | Catriona Morrison | Royaume-Uni | 2 h 04 min 18 s |
| Médaille d'argent  | Kirsty Smith      | Canada      | 2 h 07 min 40 s |
| Médaille de bronze | Michelle Lee      | Royaume-Uni | 2 h 09 min 33 s |

### Moins de 23 ans
Distances parcourues
| Distances course (kilomètres) | Distances course (kilomètres) | Distances course (kilomètres) |
| Course à pied                 | Cyclisme                      | Course à pied                 |
| ----------------------------- | ----------------------------- | ----------------------------- |
| 10                            | 40                            | 5                             |

| Rang               | Athlète        | Pays     | Temps           |
| ------------------ | -------------- | -------- | --------------- |
| Médaille d'or      | Sergio Silva   | Portugal | 1 h 51 min 47 s |
| Médaille d'argent  | Bart Aernouts  | Belgique | 1 h 52 min 30 s |
| Médaille de bronze | Sven Schelling | Suisse   | 1 h 53 min 07 s |

| Rang               | Athlète         | Pays           | Temps           |
| ------------------ | --------------- | -------------- | --------------- |
| Médaille d'or      | Miek Vyncke     | Belgique       | 2 h 12 min 30 s |
| Médaille d'argent  | Andrea Horak    | Afrique du Sud | 2 h 13 min 09 s |
| Médaille de bronze | Catherine Hogan | Canada         | 2 h 23 min 09 s |

### Junior
Distances parcourues
| Distances course (kilomètres) | Distances course (kilomètres) | Distances course (kilomètres) |
| Course à pied                 | Cyclisme                      | Course à pied                 |
| ----------------------------- | ----------------------------- | ----------------------------- |
| 5                             | 20                            | 2,5                           |

| Rang               | Athlète           | Pays        | Temps       |
| ------------------ | ----------------- | ----------- | ----------- |
| Médaille d'or      | Steve Duplinsky   | États-Unis  | 56 min 40 s |
| Médaille d'argent  | Alistair Brownlee | Royaume-Uni | 57 min 19 s |
| Médaille de bronze | José Estrangeiro  | Portugal    | 57 min 36 s |

| Rang               | Athlète           | Pays             | Temps           |
| ------------------ | ----------------- | ---------------- | --------------- |
| Médaille d'or      | Rebecca Spence    | Nouvelle-Zélande | 1 h 02 min 23 s |
| Médaille d'argent  | Kirsten Sweetland | Canada           | 1 h 05 min 34 s |
| Médaille de bronze | Sarah-Anne Brault | Canada           | 1 h 06 min 34 s |

## Tableau des médailles
| Rang  | Nation           | Or | Argent | Bronze | Total |
| ----- | ---------------- | -- | ------ | ------ | ----- |
| 1     | Belgique         | 1  | 2      | 1      | 4     |
| 2     | Royaume-Uni      | 1  | 1      | 1      | 3     |
| 3     | Portugal         | 1  | 0      | 1      | 2     |
| 4     | Australie        | 1  | 0      | 0      | 1     |
| -     | États-Unis       | 1  | 0      | 0      | 1     |
| -     | Nouvelle-Zélande | 1  | 0      | 0      | 1     |
| 7     | Canada           | 0  | 2      | 2      | 4     |
| 8     | Afrique du Sud   | 0  | 1      | 0      | 1     |
| 9     | Suisse           | 0  | 0      | 1      | 1     |
| Total | Total            | 6  | 6      | 6      | 18    |